# Linia kolejowa Nepomuk – Blatná
Linia kolejowa Nepomuk – Blatná (Linia kolejowa nr 191 (Czechy)) – jednotorowa, regionalna i niezelektryfikowana linia kolejowa w Czechach. Łączy stację Nepomuk i Blatná. Przebiega przez terytorium kraju pilzneńskiego i kraju południowoczeskiego.